# Herbert Cairns (3e comte Cairns)
Pour les articles homonymes, voir Cairns (homonymie).
Herbert John Cairns, 3e comte Cairns (17 juillet 1863 - 14 janvier 1905), est un pair britannique.

## Biographie
Cairns est né à Londres, le troisième fils de Hugh Cairns (1er comte Cairns), un homme d'État britannique qui est Lord Chancelier du Royaume-Uni pendant les deux premiers ministères de Benjamin Disraeli, et de Mary Harriet MacNeile. Il fait ses études au Wellington College, Berkshire. Il est associé de la Elswick Ordnance Company . Il accède au comté à la mort de son frère aîné Arthur Cairns (2e comte Cairns) le 14 janvier 1890.
Cairns est décédé célibataire le 14 janvier 1905 à l'âge de 41 ans à l'Union Golf Club, Cannes, France. Il est enterré le 23 janvier 1905 à Bournemouth dans le Hampshire. Il est remplacé dans le comté par son jeune frère Wilfred Cairns (4e comte Cairns) (en).